# Расплетая радугу
Расплетая радугу (с подзаголовком «Наука, заблуждения и тяга к чудесам»)(англ. Unweaving the Rainbow: Science, Delusion and the Appetite for Wonder) — книга Ричарда Докинза, написанная в 1998 году, в которой обсуждаются отношения между наукой и искусством с точки зрения учёного.
Докинз обращается к заблуждению, что наука холодно обездушивает, пропагандирует сухие и безрадостные идеи. Многие читатели его книг «Эгоистичный ген» и «Слепой часовщик» возмущались его натуралистическим взглядом на мир, который якобы лишает жизнь смысла, и Докинз почувствовал необходимость объяснить, что, как учёный, он также видит мир полным чудес и радостей.
Его отправной точкой является хорошо известное высказывание Джона Китса о том, что Исаак Ньютон разрушил поэзию радуги, «разложив её на призматические цвета». Цель книги — показать читателю, что наука не разрушает, а скорее открывает поэзию в природе.

Ричард Докинз, «Расплетая радугу»:

Эта книга обязана своим названием Китсу, считавшему, что Ньютон уничтожил всю поэзию радуги, разложив её на основные цвета. Китс едва ли мог быть более неправ, и моя цель состоит в том, чтобы привести всех, кто соблазнен подобным представлением, к противоположному заключению.
Оригинальный текст (англ.)My title is from Keats, who believed that Newton had destroyed all the poetry of the rainbow by reducing it to the prismatic colours. Keats could hardly have been more wrong, and my aim is to guide all who are tempted by a similar view towards the opposite conclusion.